# Scotia, Kalifornien
Scotia är en ort i Humboldt County, Kalifornien, USA.